# Nordingermanland
Nordingermanland (finska: Pohjois-Inkerin tasavalta) eller Republiken Kirjasalo (finska: Kirjasalon tasavalta) var en kortlivad republik på Karelska näset, utropad av Ingermanlandsfinnar 1919. Målet var anslutning till Finland, men genom fredsfördraget i Dorpat 1920 återanslöts området i stället till Sovjetryssland. Dock hade man visst självstyre fram till 1930-talet.

### Fotnoter
1. ↑  ”Krönika”. Sveriges ingermanländska riksförbund. http://www.ingermanland.nu/kronika.shtml. Läst 2 april 2014.